# تشارلز إم. كوكي
تشارلز إم. كوكي هو محامي وقاضي وسياسي أمريكي، ولد في 10 مارس 1844، وتوفي في 16 يناير 1920. نشط حزبياً في الحزب الديمقراطي. وقد انتخب عضو مجلس ولاية كارولاينا الشمالية ‏ وانتخب عضو مجلس نواب كارولينا الشمالية ‏.